# Flörkendorfer Teich
Der Flörkendorfer Teich (auch als „Flörkendorfer See“ bezeichnet) ist ein Teich in der Gemeinde Ahrensbök (bei Flörkendorf) im Kreis Ostholstein in Schleswig-Holstein. Der Teich ist unregelmäßig geformt, hat eine Größe von circa 12 Hektar bei einer Länge von circa 450 Metern und einer Breite von circa 250 Metern. Er entwässert südwärts in die kleinere Wasserfläche des südöstlich gelegenen Flörkendorfer Mühlenteichs.
Der Flörkendorfer Teich und der sich anschließende Flörkendorfer Mühlenteich stauen die Flörkendorfer Mühlenau – diese fließt bei Flörkendorf, wo sich die Mühle befand, ostwärts in Richtung Schwartau.
Er wurde als Mühlen- und Fischteich angelegt – heute wird er als Angelsee genutzt. Ab Ende der 1890er Jahre befand sich am Flörkendorfer Teich für einige Jahre eine Badeanstalt, ab 1908 wurde für einige Zeit ein Badebetrieb durch das „Kurhaus Ahrensbök“ eingerichtet.

## Sonstiges
Häufig wird der „Flörkendorfer Teich“ fälschlicherweise als „Flörkendorfer Mühlenteich“ bezeichnet oder mit diesem verwechselt bzw. letzterer wird nicht wahrgenommen.